# Бодар, Жильбер
Жильбер Бодар (фр. Gilbert Bodart; род. 2 сентября 1962, Серен, Бельгия) — бельгийский футболист и футбольный тренер. В качестве игрока известен по выступлениям за льежский «Стандард» и сборную Бельгии. Участник чемпионатов мира 1986 и 1990 годов.

## Клубная карьера
Бодар начал карьеру в клубе Стандард из Льежа. В первых двух сезонах он дважды выиграл Жюпиле-лигу и стал обладателем Суперкубка Бельгии, а также играл в финале Кубка обладателей кубков. За время выступлений за «Стандард» Жильбер четыре раз был признан лучшим вратарём Бельгии и забил 10 мячей ударами со штрафных и пенальти.
В 1996 году Бодар покинул Бельгию и сезон провёл выступая в Лиге 1 за французский «Бордо». В 1997 году он вернулся в родной «Стандард», но уже по окончании сезона переехал в Италию. На Апеннинах Жильберт выступал за «Брешию» и «Равенну». В 2001 году он вернулся на родину, где сезоны отыграл за «Беверен». По окончании сезона он завершил карьеру.

## Международная карьера
В 1986 году Бодар был включен в заявку сборной Бельгии на участие в Чемпионате мира в Мексике. На турнире он был третьим вратарем после Мишеля Прюдомма и Жан-Мари Пфаффа и не сыграл ни минуты. В 1990 году Жильбер вновь попал в заявку Бельгии на Чемпионат мира во Италии, но как в 1986 году был запасным вратарем и на поле не вышел.

## Достижения
Командные
 «Стандард»
- Чемпион Бельгии — 1981/1982
- Чемпион Бельгии — 1982/1983
- Обладатель Кубка Бельгии — 1993
- Обладатель Суперкубка Бельгии — 1983

Индивидуальные
- Лучший вратарь Жюпиле-лиги — 1984/1985
- Лучший вратарь Жюпиле-лиги — 1985/1986
- Лучший вратарь Жюпиле-лиги — 1991/1992
- Лучший вратарь Жюпиле-лиги — 1994/1995